# Banda de marcha
Una banda de marcha (en inglés

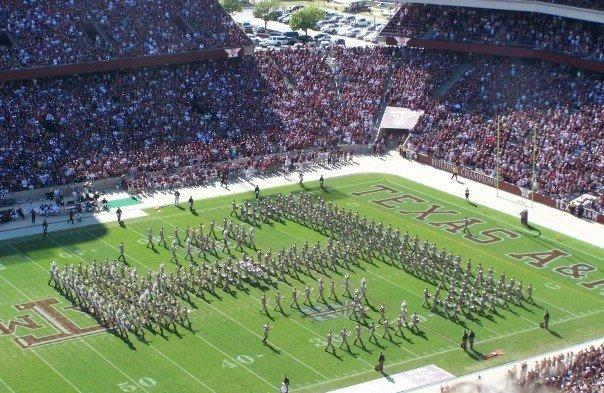
Banda de Marcha Texas A&M.

marching band) es una actividad física y artística, consistente en una banda musical conformada por instrumentos de viento metal, viento madera y percusiones, que generalmente participan en desfiles, marchando con estilo militar entonando diferentes tipos de melodías, generalmente piezas de cualquier género musical adaptadas a los instrumentos de la banda y acompañado por grupos de animación como: Panderos, Bastones y Banderas. Que van bailando al ritmo de la banda de música. 
Originario de Estados Unidos, este género musical se ha expandido a diversas partes del mundo. Los países más notables son México, Caribe, Brasil, Tailandia, Japón y Colombia.

## Características generales
1. Uso de uniformes con características militares, decorados con alguna referencia cultural nativa del país de donde sea la banda.
2. Instrumentación de viento-madera: comúnmente, clarinetes, oboes, flautas traversas, saxofones altos, tenores, sopranos y barítonos, piccolos y calvas.

Viento-metal: trompetas, trombones, trompas, bombardinos, tubas, melófonos. Percusiones: bombos,  xilófonos,liras, tambores, multitenores, bongos, timbales, granaderos y platillos.
1. Un cuerpo de animación, banderas.
2. Director al frente.

## Galería

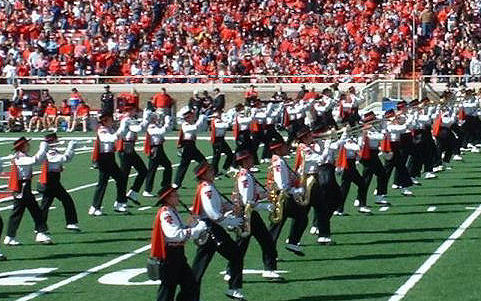
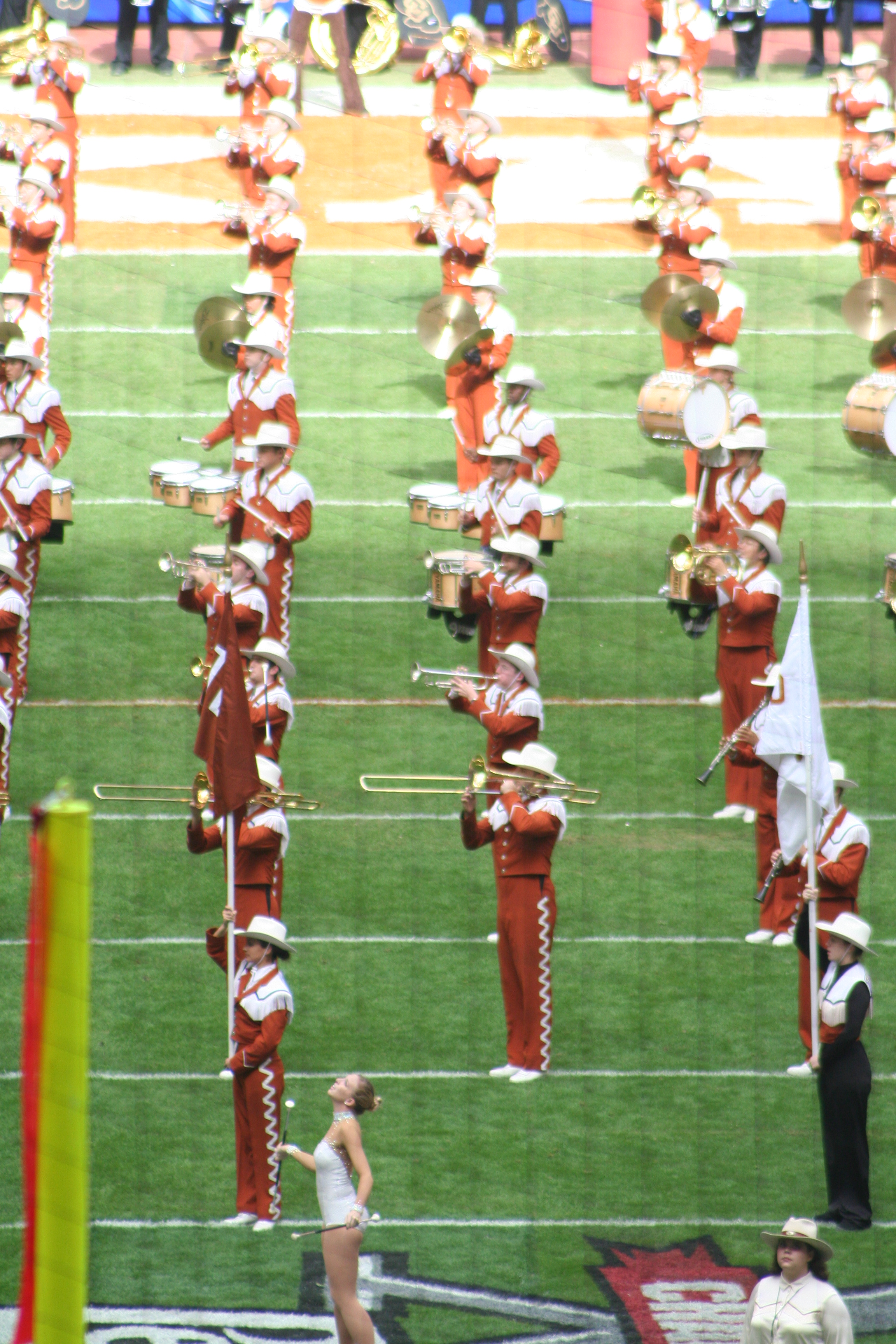